# Brycheiniog
Brycheiniog fue un pequeño reino independiente situado en Gales del sur durante la Alta Edad Media. A menudo actuó como estado colchón entre Inglaterra al este y el poderoso reino galés de Deheubarth al oeste. Fue conquistado y pacificado por los normandos entre 1088 y 1095, aunque mantuvo su carácter galés. Fue transformado en Señorío de Brecknock y más tarde formó la parte meridional y la mayor del condado histórico de Brecknockshire. Al sur se extendía el reino de Morgannwg.
Su principal legado principal es etimológico. Ha dejado su nombre a Brecknockshire (galés: Sir Frycheiniog, condado de Brycheiniog) y Brecon (Aberhonddu en galés).

## Historia

### Orígenes
El reino de Brycheiniog fue probablemente fundado por asaltantes irlandeses a finales del siglo V, muy probablemente por los Uí Liatháin, cuyo poder había crecido en Gales hasta que fueron reducidos por los hijos de Cunedda, según informa la Historia Brittonum. Tradicionalmente, se dice que fue fundado por (y nombrado por) un príncipe Hiberno-galés llamado Brychan a partir del viejo reino galés de Garth Madrun (se cree que con centro en Talgarth) a mediados del siglo V, aunque este acontecimiento se confunde con la leyenda. Brychan era hijo de Anlach, un colono irlandés que había ocupado pacíficamente el poder al casarse con Marchel, la heredera de Garth Madrun. La tradición dice que Brychan engendró un número extremadamente grande de niños, muchos de los cuales se convirtieron en santos en Gales y Cornualles. El hijo mayor de Brychan, Rhain Dremrudd, fundó una dinastía qué gobernado el reino ininterrumpidamente hasta mediados del siglo VII.

### Unión con Dyfed
En el siglo VII, la herencia de una mujer, Ceindrych, puso el reino en manos de Cloten de Dyfed y Brycheiniog. La unión con Dyfed duró en torno a un siglo, aunque partes de Brycheiniog pueden haber sido entregadas como señoríos para los hijos más jóvenes. La invasión de Seisyll del Reino de Ceredigion a mediados del siglo VIII separó los reinos.

### Dependencia
Durante el año 848 los hombres de Brycheiniog asesinaron al rey Iudhail de Gwent. En los años 880, el rey Elisedd de Brycheiniog se vio obligado por los ataques de Anarawd de Gwynedd y los hijos de Rhodri el Grande a prestar homenaje a Alfredo el Grande y a hacer su reino un vasallo de Wessex. Esta alianza bien puede haberse debido a la presión vikinga, ya que en la primavera de 896 Brycheiniog, Gwent y Gwynllwg fueron asolados por los nórdicos que invernaban ese año en Quatford cerca de Bridgnorth. Según Asser, otra razón para que Elisedd buscara la protección de Alfred era sacar a su reino de la presión expansionista de Gwynedd.
Brycheiniog aparece situado bajo la influencia tanto de Hywel Dda de Deheubarth como de Athelstan de Inglaterra a comienzos del siglo X. A comienzos del verano de 916 Æthelflaed (bef.871-918), hija de Alfredo y viuda de Ethelredo de Mercia (bef.865-911), invadió Brycheiniog y el 19 de junio asaltó la corte real (llys) en Brecenan Mero. Allí capturó a la reina y a otras 34 personas. Quién era rey de Brycheiniog en aquel momento es incierto, pero es seguro que Tewdwr ab Elise gobernaba entre 927 y 929, por lo que es probable que fuese su mujer o su madre quien fue capturada. Tewdwr aparece confirmando un diploma en la corte real inglesa en 934.
Después de Tewdwr no se registran más reyes en Brycheiniog. A mediados del siglo XI, Brycheiniog fue dividido entre los tres hijos de Gruffudd de Brycheiniog.

### La conquista normanda
La tierra de Brycheiniog fue conquistado entre 1070 y 1093. En 1070 William FitzOsbern, conde de Hereford, invadió el reino y venció a los tres reyes del sur de Gales, pero a ningún rey de Brycheiniog. El rey Bleddyn de Brycheiniog, del que se afirma reinaba en la época de la conquista normanda y del que se dice que fue derrotado por Bernard de Neufmarché, no aparece en ninguna fuente histórica antes del siglo XV. En 1088 Bernard de Neufmarché reclama «todos los diezmos del señorío que tuviera en Brycheiniog en el bosque y llanuras» así como en Glasbury. Esto sugiere que él ya se consideraba a sí mismo señor de Brycheiniog. En abril de 1093 derrotó y mató al rey de Deheubarth, Rhys ap Tewdwr mientras construía un castillo en Brecon. Los anales galeses, afirman claramente que Rhys fue asesinado «por el francés que habitaba Brycheiniog». En otras palabras, los normandos ya vivían allí y el reino ya había sido destruido. El reino fue subsumido dentro del Señorío de Brecknock y gobernado por los descendientes de Bernard.